# Sega CDX

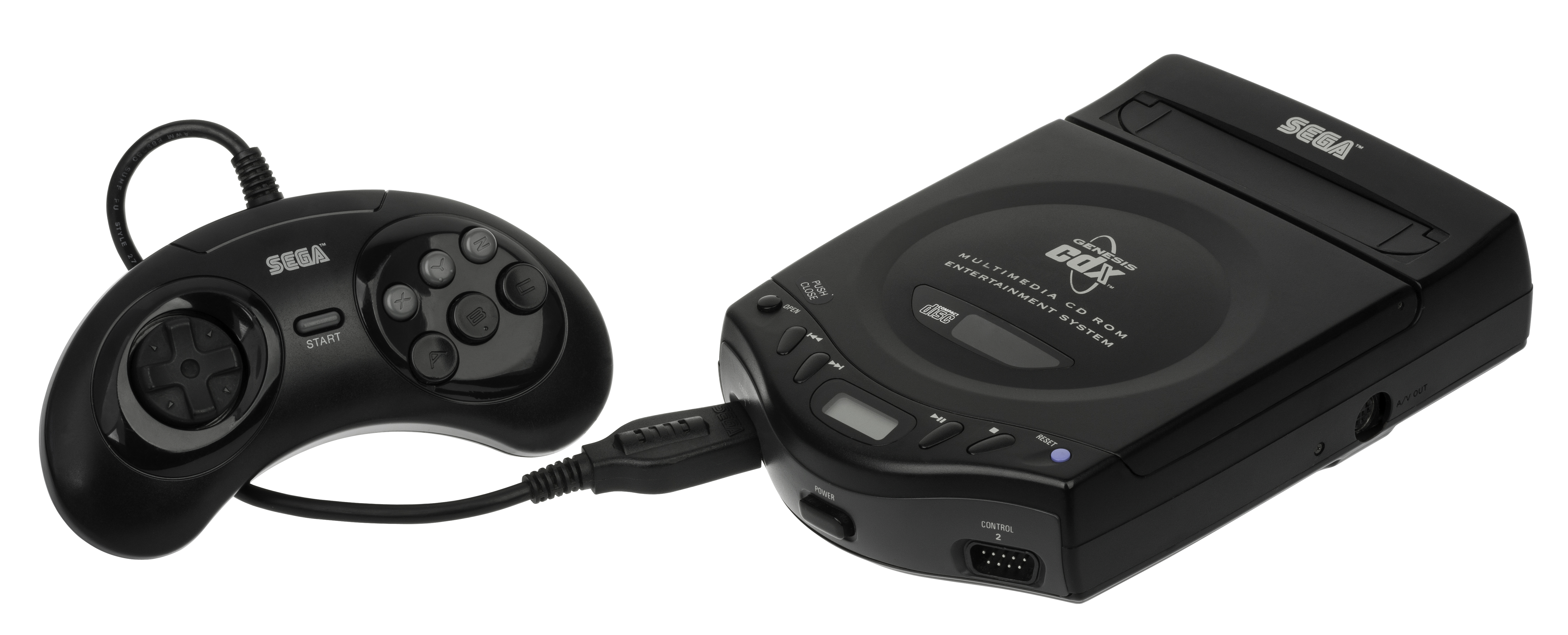
Il Sega CDX

Il Sega CDX, anche noto come Sega Multi Mega in alcune parti d'Europa e Genesis CDX in America del Nord, è una console per videogiochi a 16 bit prodotta da SEGA tra il 1994 ed il 1996.
Nata da una collaborazione tra la casa di Sonic the Hedgehog e JVC (divenuta celebre grazie allo standard VHS), la macchina rappresenta l'evoluzione, nonché versione definitiva, della console di maggior successo della compagnia: il Mega Drive. Trattasi infatti di un ibrido fra il Mega Drive e il Sega Mega CD, add-on della suddetta, dotato di lettore CD. Il CDX è quindi in grado di leggere sia le classiche cartucce, sia i nuovi supporti ottici (CD Audio e CD+G), potendo essere considerata l'esperienza all-in-one per godere dei videogiochi Mega Drive.
Lanciato dapprima in Nord America nel 1994 e successivamente in Europa a partire dall'anno seguente, è riuscito a vendere appena 7.000 unità, di cui 4.000 negli Stati Uniti d'America.
Motivi dell'insuccesso furono:
- il prezzo troppo alto, pari a 399,99 dollari[4];
- l'incompatibilità con il 32X, altro add-on per Mega Drive che conferiva caratteristiche ibride da 16 bit e 32 bit[4];
- la contemporanea ascesa dei sistemi di nuova generazione, come il 3DO, l'Atari Jaguar, la PlayStation e lo stesso Saturn;
- la maggiore convenienza nell'acquistare Mega Drive e Mega CD separatamente[4].

Tutte queste motivazioni portarono il pubblico a snobbare la macchina, costringendo SEGA a rinunciare allo sbarco in Giappone e a dismetterla nel 1996.